# Фридрих III фон Йотинген
Фридрих III фон Йотинген (на немски: Friedrich III von Oettingen; * ок. 1370; † 23 януари 1423) е граф на Йотинген в Швабия, Бавария.
Той е първият син на граф Лудвиг XI фон Йотинген († 1370) и съпругата му графиня Имагина фон Шауенбург († 1377), дъщеря на граф Хайнрих V фон Шаунберг († 1353/1357) и Анна фон Труендинген († 1331/1337). Роднина е на курфюрст и немски крал Рупрехт III († 1410).
Брат е на Фридрих IV 'Млади' (* 1360, † 19 септември 1415), княжески епископ на Айхщет (1383 – 1415), и Лудвиг XII (XI) (* ок. 1361, † 28 октомври 1440), граф на Йотинген, дворцов майстер при крал Сигизмунд Люксембургски.

## Брак и потомство
Фридрих II се жени два пъти:
∞ 1. 24 март 1395 за Елизабета да Карара († пр. 24 май 1395, погребана в Кирххайм), дъщеря на Франческо II да Карара, господар на Падуа († 1406) и Тадеа д' Есте (* 1365 † 1404), от която няма деца.
∞ 2. 1397 за Еуфемия фон Силезия-Мюнстерберг (* 1370/1385 в Опелн, Силезия, Прусия, † 17 ноември 1447), дъщеря на херцог Болко III фон Мюнстерберг († 1410) и Еуфемия († 1411), дъщеря на херцог Болеслав от Битом и Кенджежин († 1354/1355). Те имат пет сина и три дъщери:
- Фридрих IV († 2 септември 1439 в Нойбург на Дунав)
- Вилхелм I († 13 април 1467), граф на Йотинген-Йотинген-Вемдинг-Флокберг, женен 1431 г. или на 5 август 1447 г. в Мюнхен за Беатриче дела Скала († 14 февруари 1466)[4]
- Йохан I (* ок. 1415, † 10 май 1449 в Рива на езерото Гарда), граф на Йотинген-Валерщайн, женен пр. 7 октомври 1433 г. за графиня Маргарета фон Горц-Кирхберг († 8 януари 1450)
- Улрих († 28 май 1477), граф на Йотинген-Флохберг, женен I. на 25 февруари 1444 г. за графиня Елизабет фон Шаунберг († август 1461), II. на 8 февруари 1466 г. за Барбара фон Кунщат († 20 септември 1474), III. 1475 г. за графиня Барбара фон Тенген († 1489)
- Албрехт († 17 януари 1443), капитулар в Айхщет, Страсбург, Вюрцбург и Кьолн
- Аделхайд († 7 октомври 1437), абатиса на Кирххайм
- Имагина († 8 септември 1450), омъжена на 21 юли 1409 г. за граф Ханеман II фон Цвайбрюкен-Бич († ок. 1418)
- Анна († 3 декември 1461), омъжена на 14/20 октомври 1415 г. за граф Георг I фон Вертхайм († 1453/54)
- Маргарета († 24 февруари 1472), омъжена 1431 г. за граф Крафт V фон Хоенлое-Вайкерсхайм († 1472)